# SM-sarja 1940/41
Die Saison 1940/41 war die zwölfte Spielzeit der finnischen SM-sarja. Meister wurde zum insgesamt zweiten Mal in der Vereinsgeschichte KIF Helsinki.

## Modus
In der Hauptrunde absolvierte jede der acht Mannschaften insgesamt sieben Spiele. Der Erstplatzierte der Hauptrunde wurde Meister. Für einen Sieg erhielt jede Mannschaft zwei Punkte, bei einem Unentschieden gab es einen Punkt und bei einer Niederlage null Punkte.

## Hauptrunde
|    | Klub              | Sp | S | U | N | Tore  | Punkte |
| -- | ----------------- | -- | - | - | - | ----- | ------ |
| 1. | KIF Helsinki      | 7  | 6 | 1 | 0 | 35:11 | 13     |
| 2. | HJK Helsinki      | 7  | 6 | 0 | 1 | 32:6  | 12     |
| 3. | Ilves Tampere     | 7  | 3 | 2 | 2 | 16:14 | 8      |
| 4. | Tarmo Hämeenlinna | 7  | 4 | 0 | 3 | 18:21 | 8      |
| 5. | HSK Helsinki      | 7  | 3 | 1 | 3 | 10:15 | 7      |
| 6. | Åbo IFK           | 7  | 1 | 2 | 4 | 14:21 | 4      |
| 7. | Riento Turku      | 7  | 2 | 0 | 5 | 8:27  | 4      |
| 8. | TPS Turku         | 7  | 0 | 0 | 7 | 5:23  | 0      |

Sp = Spiele, S = Siege, U = Unentschieden, N = Niederlagen